# Käbiküla (Märjamaa)
Käbiküla est un village de la commune de Märjamaa du comté de Rapla en Estonie.